# Timothé Cognat
Timothé Cognat (Arnas, 1998. január 25. –) francia korosztályos válogatott labdarúgó, a svájci Servette középpályása.

## Pályafutása

### Klubcsapatokban
Timothé Cognat a franciaországi Arnasban született. Az ifjúsági pályafutását a UF Belleville és a Villefranche csapataiban kezdte, majd 2011-ben az első osztályban szereplő Lyon akadémiájánál folytatta. 
2016-ban mutatkozott be a Lyon tartalékcsapatában, ahol 2018-ig összesen 46 mérkőzésen lépett pályára és 9 gólt szerzett. A 2018–2019-es szezonban kölcsönjátékosként a svájci Servette első csapatában szerepelt. Először a 2018. július 21-ei, Aarau elleni mérkőzésen lépett pályára. Első gólját a 2019. február 23-ai, Kriens elleni találkozón szerezte. A szezonban Cognat is hozzájárult a klub első osztályba való feljutásában. 2019. július 1-jén a lehetőséggel élve két éves szerződést kötött a Servettel. 2021. május 25-én még három évvel meghosszabbította a szerződését, amely így már 2024. június 30-ig szól.

### A válogatottban
Cognat az U16-os válogatottól egészen az U19-ig képviselte Franciaországot. Az U17-es válogatottal részt vett 2015-ös U17-es labdarúgó-Európa-bajnokságon, amelyet meg is nyertek.

## Statisztikák
2022. szeptember 11. szerint
| Klub                  | Szezon   | Osztály          | Bajnokság | Bajnokság | Kupa  | Kupa | Nemzetközi | Nemzetközi | Összesen | Összesen |
| Klub                  | Szezon   | Osztály          | Meccs     | Gól       | Meccs | Gól  | Meccs      | Gól        | Meccs    | Gól      |
| --------------------- | -------- | ---------------- | --------- | --------- | ----- | ---- | ---------- | ---------- | -------- | -------- |
| Servette (kölcsönben) | 2018–19  | Challenge League | 35        | 2         | 2     | 1    | —          | —          | 37       | 3        |
| Servette              | 2019–20  | Super League     | 32        | 2         | 0     | 0    | —          | —          | 32       | 2        |
| Servette              | 2020–21  | Super League     | 34        | 1         | 3     | 1    | 2          | 0          | 39       | 2        |
| Servette              | 2021–22  | Super League     | 30        | 5         | 1     | 0    | 2          | 0          | 33       | 5        |
| Servette              | 2022–23  | Super League     | 8         | 2         | 0     | 0    | —          | —          | 8        | 2        |
| Összesen              | Összesen | Összesen         | 139       | 12        | 6     | 2    | 4          | 0          | 149      | 14       |

## Sikerei, díjai
Servette
- Challenge League
  - Feljutó (1): 2018–19

Francia U17-es válogatott
- U17-es labdarúgó-Európa-bajnokság
  - Győztes (1): 2015

## Fordítás
Ez a szócikk részben vagy egészben  a   Timothé Cognat című angol Wikipédia-szócikk fordításán alapul.  Az eredeti cikk szerkesztőit annak laptörténete sorolja fel. Ez a jelzés csupán a megfogalmazás eredetét és a szerzői jogokat jelzi, nem szolgál a cikkben szereplő információk forrásmegjelöléseként.